# Allée Flesselles
Pour les articles homonymes, voir Flesselles (homonymie).
L'allée Flesselles est une voie de Nantes, en France.

## Situation et accès
Cette voie piétonne du Centre-ville de Nantes, est un ancien quai de la Loire qui débute Allée de la Tremperie et se termine Allée Jean-Bart (Cours des 50-Otages).

## Origine du nom
Elle porte le nom du prévôt des marchands de Paris, Jacques de Flesselles, tué le 14 juillet 1789, une des premières victimes de la Révolution française. 

## Historique
Avant les travaux de comblement de la Loire dans les années 1920 et 1930, cette artère constituait un quai de la rive droite du « bras de la Bourse » qui, après ce chantier, laissa la place au cours Franklin-Roosevelt.

### Création du quai
Depuis le XVe siècle, la Loire bordait les remparts entre le pont de la Poissonnerie (au niveau des actuelles rue de la Paix et rue Bon-Secours) et le fossé Saint-Nicolas (au niveau de la rue La Pérouse). Pour améliorer la navigabilité, l'idée de profiter de la construction du quai Duguay-Trouin au nord de l'île Feydeau fait son chemin. En 1727, l'architecte Delafond présente le plan de trois quais successifs, séparés par l'Erdre et le fossé Saint-Nicolas. Ces quais auraient été construits en avant des remparts, réduisant la largeur du bras de la Loire. Delafond soumet un second projet reliant les quais Brancas et de la Poterne (actuelle allée Flesselles).
Puis vient le projet de Jean-Baptiste Ceineray, qui voit plus grand. La destruction des remparts ayant été acceptée, Ceineray propose un alignement des quais et des bâtiments qui s'y trouvent depuis le Port-au-Vin jusqu'au château. Le fossé Saint-Nicolas est comblé, le pont à l'embouchure de l'Erdre élargi. C'est ce projet qui voit finalement le jour
À l'est de ce quai, dans le prolongement de la rue de la Paix se trouvait le « pont de la Poissonnerie » (succédant au « pont d'Aiguillon ») qui permettait de franchir le bras du fleuve pour rejoindre l'île Feydeau au niveau de la rue Bon-Secours.
À l'ouest, le quai était prolongé par le « pont d'Erdre » qui permettait de franchir l'embouchure de l'Erdre, affluent de la Loire, afin de rejoindre le quai Brancas.
En 1777, c'est sur ce quai que Charles Mangin installe son fils Louis Victor Mangin à la tête d'une « petite poste », première entreprise de portage de courrier à domicile à Nantes.
En raison de la présence (dans l'axe de la rue de la Bléterie) d'une poterne, vestige des murailles du XVe siècle, le quai est baptisé « quai de la Poterne » à sa construction en 1767. Ce nom est remplacé par celui de « quai des Gardes-Françaises », puis par celui de « quai Flesselles ».

### Passage du chemin de fer

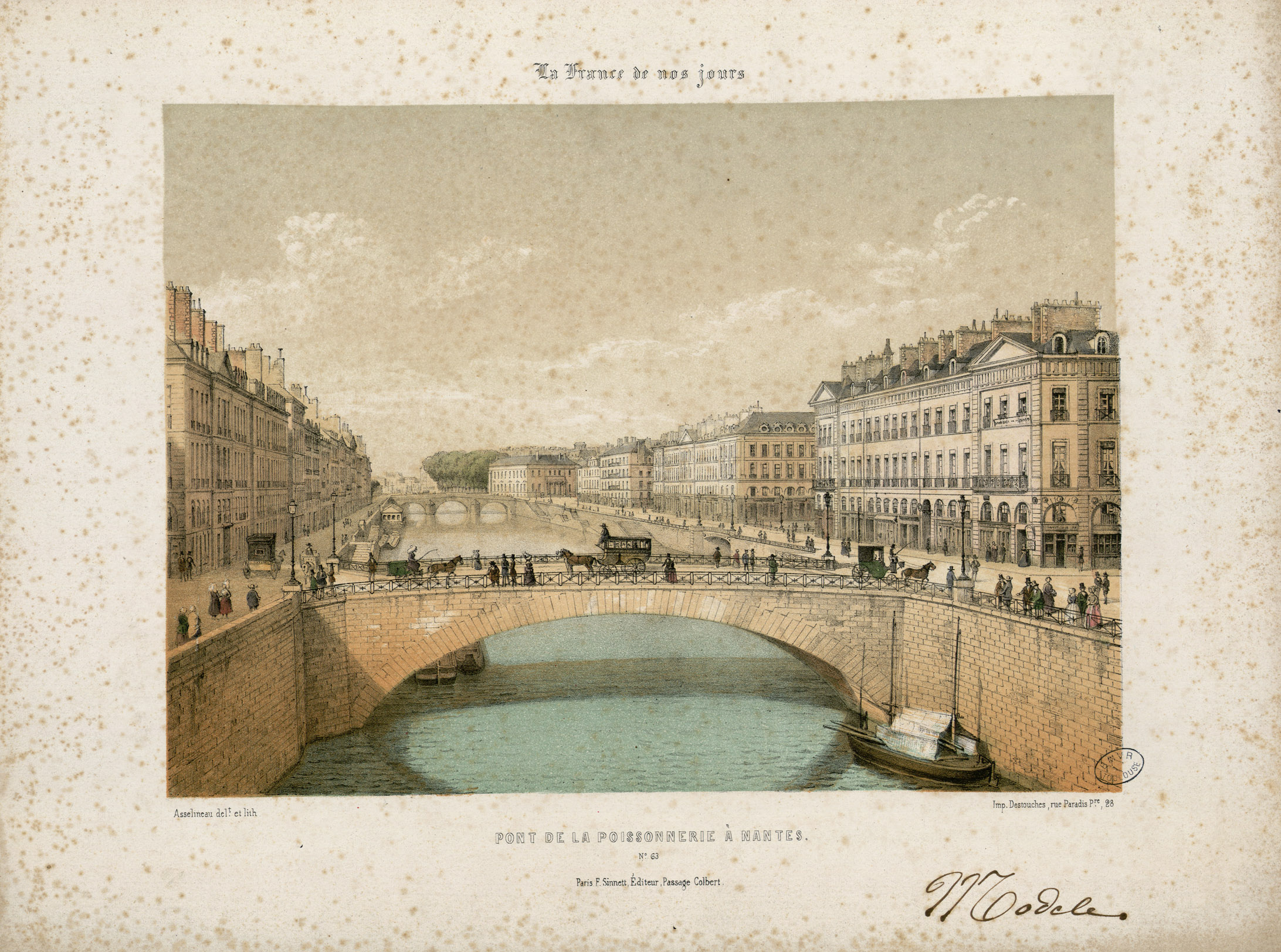
Gravure des années 1850-1870 représentant la Loire longeant, à droite, le quai Flesselles puis le quai Brancas.

Moins large qu'il ne l'était à l'origine, ce quai fut agrandi et renforcé vers les années 1850, pour permettre d'accueillir la ligne de chemin de fer vers Saint-Nazaire prolongée depuis la gare de Nantes en 1857.
En 1879, la première ligne de tramway de Nantes est inaugurée : elle relie Doulon à la gare maritime, au bout du quai de la Fosse, en passant par le quai Flesselles.
En 1899, Maurice Schwob lance, dans le Phare de la Loire, une campagne de promotion d'un projet du directeur de la Compagnie du chemin de fer de Paris à Orléans, M. Heurteaux, qui prévoit de surélever la ligne qui traverse la ville au moyen d'un viaduc ferroviaire entre la gare d'Orléans et le quai d'Aiguillon, à la manière des tronçons aériens du métro de Paris. La voie une fois surélevée se serait située au niveau du 1er étage des immeubles du quai Flesselles. Cette proposition, à laquelle le maire, Paul-Émile Sarradin, est favorable, est débattue lors du conseil municipal. Mais le projet ne voit pas le jour, bien qu'il soit de nouveau proposé deux fois, sans plus de succès, en 1904, avec des modifications apportées par l'ingénieur en chef de la Compagnie d'Orléans, M. Liébaux, puis en 1926, après un réajustement effectué par l'ingénieur des Ponts et chaussées responsable des travaux du port, M. Marcheix.
En 1918, la voie, jusqu'alors unique, est doublée (voir l'article sur le quai de la Fosse).

### Après les comblements
Les travaux de comblement du « bras de la Bourse » qui le bordait dans les années 1920-1930 ont fait du quai une « allée ».
En 1941, la circulation ferroviaire est basculée au sud de l'île Feydeau, sur les terrains gagnés par le comblement du « bras de l'Hôpital », puis, après la Seconde Guerre mondiale, un tunnel est aménagé au même endroit dans l'ancien lit du fleuve. Le « quai » Flesselles, en devenant « allée », est débarrassé des rails.
Entre-temps, les bombardements de 1943 provoquent la destruction d'une grande partie des bâtiments à l'arrière de la rue. La façade, quant à elle, est préservée.
En 1958, la municipalité décide de la fermeture du réseau de tramway. La chaussée de l'allée Flesselles est alors prioritairement dédiée à la circulation automobile.
Remis au goût du jour dans les années 1970, le tramway fait sa réapparition dans les années 1980. Le tracé de la ligne 1 du tramway reprend à quelques mètres près celui de l'ancienne ligne de chemin de fer, mais en profitant de l'espace gagné sur la Loire lors des comblements, sur le côté sud-est de l'allée Flesselles.
Les travaux d'aménagement du cours Franklin-Roosevelt qui se sont terminés en 2013 ont affecté l'allée à une circulation exclusivement piétonne.

## Bâtiments remarquables et lieux de mémoire

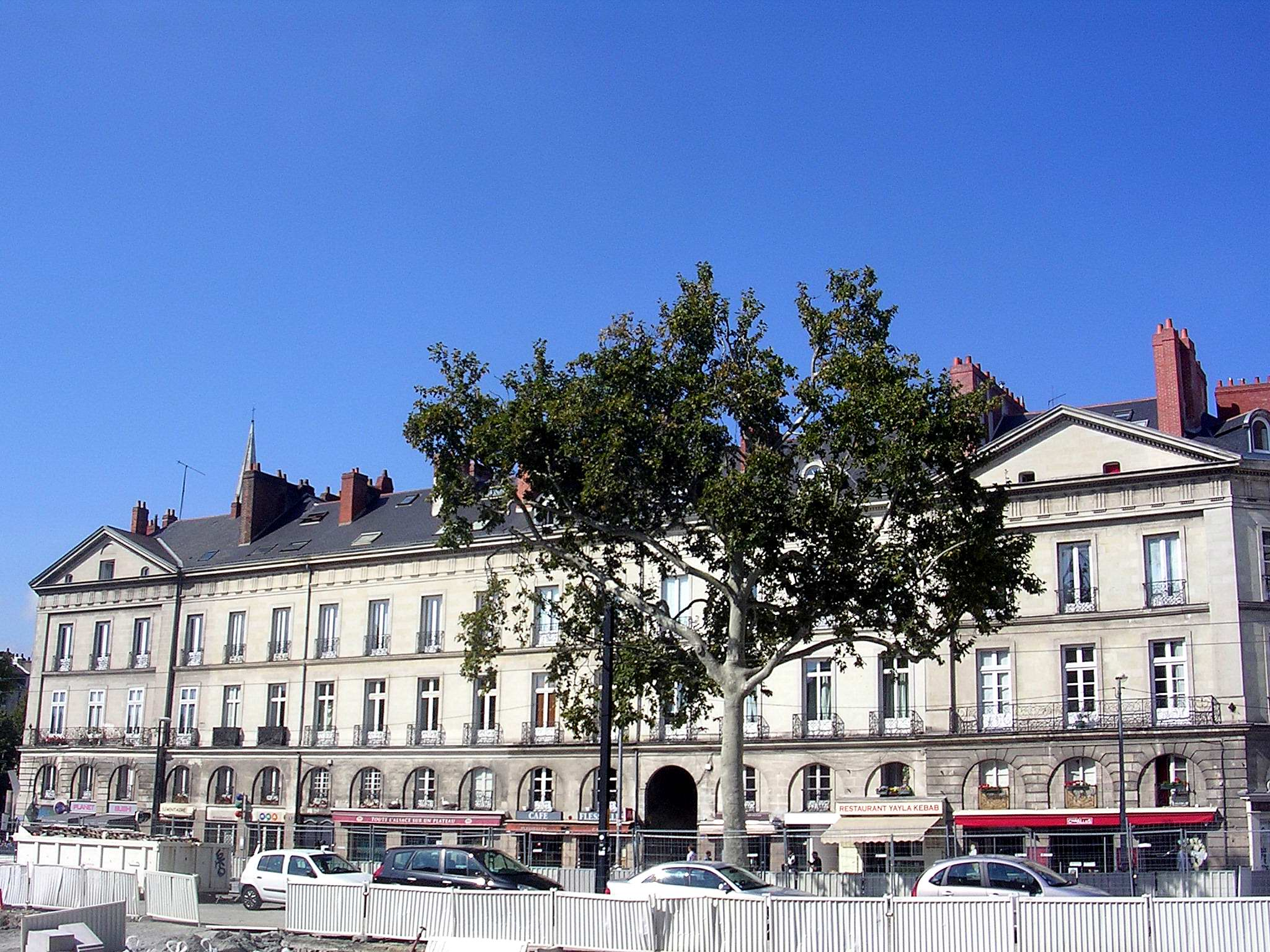
Immeuble aux nos 2 et 3.

Seul le côté nord-ouest est bordé de bâtiments. Les deux seuls immeubles dont l'entrée donne sur la rue, aux nos 2 et 3, sont inscrits au titre des monuments historiques depuis 1945.
Le quai Fesselles est un élément clé de l'ordonnancement voulu par Ceineray entre la place du Commerce et le château. C'est là que le caractère de façade-décor est le plus marqué. En effet, cette portion de l'aménagement a dû tenir compte du bâti existant, et de la forme des parcelles.
L'architecte choisit de baser la symétrie non pas par rapport à l'ensemble continu formé par les façades du quai Brancas et du quai Flesselles, mais par rapport au projet de présidial, qui devait être construit en remplacement de l'ancien château du Bouffay. L'axe de symétrie devait être la rue de la Poissonnerie (aujourd'hui rue de la Paix), en face du pont du même nom. Il s'agit alors d'un axe routier important de Nantes, qui traverse la ville depuis le pont de Pirmil à la route de Rennes. Les immeubles du quai Flesselles sont donc conçus comme la partie ouest d'une porte de la ville. Les immeubles du quai Flesselles mesurent 65,50 mètres de long, le plan prévu pour le présidial indique que ce bâtiment aurait eu 7 mètres de moins, ce qui représente deux ou trois travées. Pour éviter que cette différence soit trop visible, Ceineray a tenu à une grande sobriété d'ornement et de relief.
La construction des immeubles a aussi été conditionnée par deux éléments. Le premier est l'étroitesse du terrain disponible (la largeur du rempart plus la largeur d'une petite rue qui longeait ces derniers). La seconde est l'obligation de maintenir un débouché pour l'ancienne rue de la Blèterie, perpendiculaire au quai. Un porche était destiné à permettre le passage de cette voie.
Sans lien avec l'apparente unité de la façade, les maisons ont été raccordées à celle-ci sur la base des parcelles existante, si bien que chacune pouvait correspondre à 2, 3, 4 ou 6 travées selon leur largeur. Cependant, cet îlot, endommagé au deux tiers pendant la Seconde Guerre mondiale, a été entièrement modifié, ce qui a rendu l'ensemble plus cohérent. Le porche mène depuis à une cour intérieure.